# Río Stella
El Stella (en italiano) o Stele (en friulano) es un río de Italia que discurre íntegramente por la provincia de Údine de Friul-Venecia Julia. Es un corto río costero de resurgencia que tiene una longitud de 47 kilómetros.
Nace en Flambro, una pequeña frazione del municipio de Talmassons. Posteriormente atraviesa o pasa junto a las localidades de Sterpo, Flambruzzo, Ariis, Chiarmacis, Rivarotta, Pocenia, Palazzolo dello Stella, Precenicco y Piancada. Su desembocadura en el mar Adriático tiene lugar en el entorno natural de la laguna de Marano, donde forma la reserva natural Foci dello Stella.
Su cuenca hidrográfica es de 356 km², la mayoría de los cuales corresponden a su afluente el río Corno. Otros afluentes son el río Torsa y el río Taglio. En la época romana, el río era conocido como Anaxum y era uno de los principales ejes de transporte fluvial en el entorno del puerto de Aquilea.